# Alpha Scuti
Alpha Scuti (α Sct / α Scuti) este steaua cea mai strălucitoare din constelația Scutul lui Sobieski.
Este o gigantă portocalie de tip spectral K2III și de magnitudine aparentă 3,85. Se găsește la circa 174 de ani-lumină de Terra. Magnitudinea sa absolută este egală cu 0,21. 

## Observare
Cel mai bun timp de observare, pe cerul de seară, se încadrează în lunile decembrie-mai; din ambele emisfere terestre, perioada de vizibilitate rămâne aproximativ aceeași, datorită poziției stelei, nu departe de Ecuatorul ceresc. Identificarea sa este ușoară, departe de centrele populate.